# 长山子镇
长山子镇，是中华人民共和国新疆维吾尔自治区乌鲁木齐市米东区下辖的一个乡镇级行政单位。

## 行政区划
长山子镇下辖以下地区：
马场湖村、硷梁村、梁东村、吉三泉村、吴家梁村、万家梁村、上梁头村、解放村、黑水村、湖南村、六户地村、土梁村、高家湖村、大庄子村、三个庄村、土窑子村、新庄子村、二湾村和下梁头村。